# Тови, Дональд
Сэр До́нальд Фрэ́нсис То́ви (англ. Donald Francis Tovey; 17 июля 1875, Итон, Беркшир, Англия, Великобритания — 10 июля 1940, Эдинбург, Шотландия, Великобритания) — английский музыковед, композитор, пианист, дирижёр и педагог.

## Биография
Сын Дункана Крукса Тови и Мэри Фисон. Ученик С. Вайса (фортепиано), Уолтера Пэррата, Хьюберта Пэрри (композиция). В 1894—1898 годах занимался также в музыкальном колледже в Оксфорда. Как пианист дебютировал в 1894. Много концертировал: Великобритания, Германия, Австрия, США, исполняя порой и собственные сочинения. С 1914 преподавал в Эдинбургском университете (фортепиано). Здесь же выступал как дирижёр в организованном им в 1917 году симфоническим оркестром Рейда. С 1935 года рыцарь-бакалавр.

## Сочинения
- фортепианный концерт (1903)
- концерт для фортепиано с оркестром (1903)
- симфония (1913)
- опера «Невеста Диониса» / The bride of Dionysus (1929, Эдинбург)
- концерт для виолончели с оркестром (1934)
- концерт для скрипки с оркестром (1937)

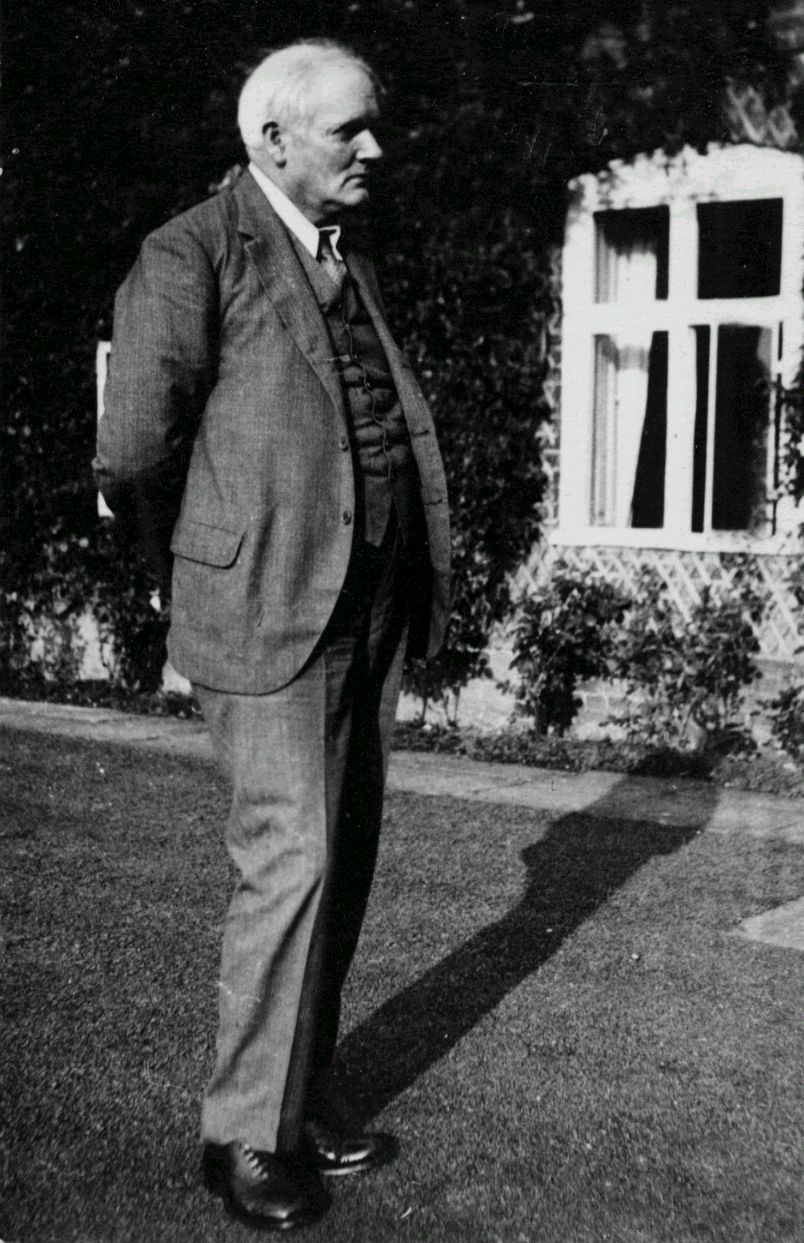
Тови, 1938

## Музыковедческие труды
- Beethoven's ninth symphony, London, [1928].
- A Companion to «The art of fugue» - «Die Кunst der Fuge» - J. S. Bach, London, 1931.
- A companion to Beethoven's pianoforte sonatas, London, 1931.
- Musical form and matter, London, 1934.
- Essays in musical analysis, v. 1-6, London, 1935-39, v. 1-7, 1972.
- Normality and freedom in music, Oxford, 1936.
- Musician talks, v. 1-2, London, 1941-1942 (совм. с G. Parrat).
- Beethoven, London, 1944, 1965.
- Musical articles from the Encyclopaedia Britannica, London, 1944, 1947.
- Essays and lectures on music, London, 1949.